# 카일 갤너
카일 갤너(Kyle Gallner, 1986년 10월 22일 ~ )는 미국의 배우이다.

## 출연 작품

### 영화
- 웻 핫 아메리칸 썸머 (2001)
- 파인딩 홈 (2003)
- 나이트 플라이트 (2005)
- 메디엄 (2009)
- 죽여줘! 제니퍼 (2009)
- 나이트메어 (2010)
- 거친 녀석들: 거침없이 쏴라 (2011)
- 뷰티풀 크리처스 (2013)
- 아메리칸 스나이퍼 (2014)
- 캠퍼스 오바마 전쟁 (2014)
- 파이니스트 아워 (2016)
- 디너 인 아메리카 (2020)
- 고스트 오브 워 (2020) - 태퍼트 역
- 스크림 (2022)
- 스마일 (2022)
- 스마일 2 (2024)

### 텔레비전
- 스몰빌 (2004, 2007, 2009)
- 베로니카 마스 (2005-06)
- CSI: 뉴욕 (2006-10)